# Hans Bergler
Pour les articles homonymes, voir Bergler.
Hans Bergler (né le 15 juin 1859 à Vienne, mort le 29 juillet 1912 dans la même ville) est un écrivain et journaliste autrichien.

## Biographie
Bergler vient d'une famille modeste. Après avoir obtenu son diplôme d'études secondaires, il a commencé à étudier à l'université.
En même temps que ses études, Bergler débute dans le journalisme avec quelques essais et articles. Il est remarqué par l'écrivain Fedor Mamroth et l'éditeur Eduard Hügel.
Bergler devient feuilletoniste dans le Wiener Allgemeine Zeitung jusqu'en 1888. En mai 1890, il est critique de théâtre du Deutsche Zeitung et fin octobre 1893 dans le Neues Wiener Journal à son lancement, dont il est le rédacteur en chef du 2 décembre 1894 au 27 septembre 1898.
Bergler écrit son travail littéraire principalement sous le pseudonyme Ottokar Tann-Bergler, contrairement à son travail purement journalistique, qui est apparu sous son vrai nom. Bergler se montre dans ses livres comme un observateur attentif de la vie viennoise.